# Cizí dům? - Ein fremdes Haus?
Cizí dům? - Ein fremdes Haus?: Architektura českých Němců 1848–1891 / Die Architektur der Deutschböhmen 1848–1891 ist ein Katalog zur gleichnamigen Ausstellung aus dem Jahr 2015. Die Ausstellung wurde am Institut für Geschichte und Kunsttheorie der Akademie für Kunst, Architektur und Design Prag im Rahmen des Projekts Kunst, Architektur, Design und nationale Identität vorbereitet. Das Projekt wurde durch einen Beitrag des Kulturministeriums der Tschechischen Republik im Rahmen der angewandten Forschung und Entwicklung nationaler und kultureller Identität finanziert. Es beschränkte sich dabei auf die Architektur-Entwicklung bis zur Jubiläumsausstellung in Prag im Jahr 1891. Die Autoren der Texte sind Věra Laštovičková und Jindřich Vybíral.
Ausführlich behandelt wird auch die Arbeit des utraquistischen Vereins: Verein der Architekten und Ingenieure im Königreich Böhmen - Spolek architektů a inženýrů v Čechách. 

## Ausstellungen
Die Ausstellung fand vom 10. Juli bis 5. September 2015 in der UM-Galerie im Gebäude der Akademie für Kunst, Architektur und Design in Prag statt. Vom 20. Januar bis 16. April 2017 wurde eine erweiterte Version der Ausstellung im Museum der Stadt Ústí nad Labem präsentiert.

## Liste der Architekten im Katalog
Die Liste gibt eine Übersicht über die bedeutendsten deutsch-böhmischen Architekten des 19. und 20. Jahrhunderts.
- Gottlob Alber (1846–1927)
- Otto Bartning (1883–1959)
- Anton Baum (1830–1886)
- Adolf Beher (?)
- Josef Benischek (1841–1896)
- Rudolf Bitzan (1872–1938)
- Anton Brandtner (?)
- Christian Gottlieb Cantian (1794–1866)
- Wenzel Daniel (1824–1895)
- Alois Daut (1854–1917)
- Franz Xaver Daut (1849–1902)
- Otto Ehlen (1831–1898)
- Leopold Ehrmann (1887–1951)
- Ferdinand Fellner (1847–1916)
- Heinrich von Ferstel (1822–1883)
- Theodor Fischer (1862–1938)
- Stephan Focke (1848–1931)
- Franz Fröhlich (1823–1889)
- Franz Griesbach (1839–1904)
- Hans Grisebach (1848–1904)
- Bernhard Grueber (1806–1882)
- Johann Gottfried Gutensohn (1792–1851)
- Adam Haberzettl (1816–1871)
- Carl Haberzettl (1848–1906)
- Josef Hampel (um 1844–1913)
- Theophil Hansen (1813–1891)
- Karl Hasenauer (1833–1894)
- Georg Hauberisser (1841–1922)
- Gustav Hein (?)
- Hermann Helmer (1849–1919)
- Moritz Hinträger (1831–1909)
- Josef Hlávka (1831–1908)
- Pavel Janák (1881–1956)
- Jan Kaura (1820–1874)
- Friedrich Kick (1867–1945)
- Wilhelm Klingenberg (1850–1910)
- Johann Koch (1850–1915)
- Gustav Korompay (1833–1907)
- Jan Kotěra (1871–1923)
- Jan Koula (1855–1919)
- Franz Kühn (?)
- Heinrich Lauterbach (1893–1973)
- Alois Lissek (?)
- Adolf Loos (1870–1933)
- Ferdinand Miksch (?)
- Hans Miksch (1846–1904)
- Gotthilf Ludwig Möckel (1838–1915)
- Hermann Muthesius (1861–1927)
- Franz von Neumann (1844–1905)
- Julian Niedzielski (1849–1901)
- Josef Niklas (1817–1877)
- Friedrich Ohmann (1858–1927)
- Bruno Paul (1874–1968)
- Richard Pech (um 1859–1931)
- Reinhold Persius (1835–1912)
- Hans Pichler (1837–1908)
- Osvald Polívka (1859–1931)
- Eduard Posselt (1829–1888)
- Vinzenz Prökl (1804–1887)
- Julius Carl Raschdorff (1823–1914)
- Carl Rehatschek (1851–1940)
- Emanuel Ringhoffer (1823–1903)
- Václav Roštlapil (1856–1930)
- Hermann Rudolph (1846–1924)
- Franz Sablik (1847–1907)
- Gustav Sachers (1831–1874)
- Ludwig Seidemann (?)
- Gottfried Semper (1803–1879)
- Friedrich von Schmidt (1825–1891)
- Karl Schmidt (1817–1889)
- František Schmoranz der Ältere (1814–1902)
- František Schmoranz der Jüngere (1845–1892)
- Thilo Schoder (1888–1979)
- Zdenko Schubert von Soldern (1844–1922)
- Josef Schulz (1840–1917)
- Anton Schurda (1854–1930)
- Anton Schwarz (1827–1912)
- Victor Schwerdtner (1846–1926)
- Adolf Siegmund (1831–1916)
- Karl Stattler (1834–1895)
- Martin Stelzer (1815–1894)
- Gustav Stolle (?)
- Andreas Streit (1840–1916)
- Robert Stübchen-Kirchner (1857–1918)
- Friedrich August Stüler (1800–1865)
- Franz Thyll (?)
- Stephan Tragl (1845–1891)
- Edmund Trossin († 1905)
- Ignaz Ullmann (1822–1897)
- Alphons Wertmüller (1852–1916)
- Gustav Wiedermann (1850–1914)
- Karl Wiedermann (1816–1893)
- Antonín Wiehl (1846–1910)
- Franz Wilde (ca. 1864–1931)
- Achille Wolf (1834–1891)
- Josef Zasche (1871–1957)
- Josef Zitek (1832–1909)